# Bios (Eterea Post Bong Band)
BIOS è il terzo album da studio degli Eterea Post Bong Band, registrato all'Hot Farm Studio di Cassola, prodotto da Luigi Funcis, masterizzato al New Mastering da Maurizio Giannotti e pubblicato l'11 marzo 2013 da Trovarobato e Sfera Cubica.

## Concept
BIOS è un concept album sulle strutture nascoste della natura. Il titolo significa "vita" in greco, ma è anche scrivibile come 8105, tutte cifre della sequenza di Fibonacci, che viene richiamata più volte durante l'album (in Fibo, Tim Peaks, Mentina e Essi). Inoltre il BIOS è anche l'unica parte software integrata nell'hardware dei computer. I titoli "The Rise of Ramanujan" e "Fibo" fanno rispettivamente riferimento ai matematici Ramanujan e Fibonacci. Gli Eterea hanno dichiarato al Fatto Quotidiano di essersi ispirati per musica e grafiche anche ai concetti del libro "Gödel, Escher, Bach: un'eterna ghirlanda brillante" di Douglas Hofstadter. 
Le grafiche del disco sono state completamente realizzate dalla band. Il broccolo romano in copertina, con le sue tipiche spirali, è una manifestazione del rapporto aureo, rappresentazione grafica della sequenza di Fibonacci. Per sottolineare l'idea di struttura nascosta, tra le lunghe stringhe di caratteri nel retro del disco gli Eterea hanno inserito una frase in codice da decifrare. L'album si apre e si chiude con la voce di Garry Kasparov, campione di scacchi.

## Campionamenti
In questo album gli Eterea fanno largo uso di campionamenti, sia come contorno che come parte integrante del brano. Dagli archi iniziali tratti da The Black Hole (utilizzati anche da The Beta Band), al cortometraggio svedese di Jørgen Leth The Perfect Human, fino a Pi greco - Il teorema del delirio, tutto il disco è permeato da atmosfere fantascientifiche. In Scipstep, in cui gli Eterea hanno collaborato insieme alla creazione della parte elettronica (solitamente elaborata solo da Luigi Funcis), ci sono campioni di Verdena, Brian Wilson, Green Day, Syd Barrett e Sepultura. Per chiarire al meglio il concept del disco, gli Eterea hanno creato un cortometraggio animato che riassume in due minuti la storia della spirale aurea.
Jørgen Leth ha personalmente acconsentito all'uso dei campioni del suo cortometraggio The Perfect Human, a patto che gli fosse spedita una copia di BIOS.

## Ospiti
Il fischiatore californiano Dave Santucci appare in "The Rise of Ramanujan" e "Tim Peaks". Enrico Gabrielli (Calibro 35, ex Afterhours, Mariposa) suona glockenspiel, clarino, sax e flauto traverso in "Homo Siemens" e "Fibo". Martino Cuman (Non voglio che Clara) canta in "Tim Peaks". Inoltre il fonico del disco, Michele Scatena dell'Hot Farm Studio, suona il sax in "Essi".

## Tracce
1. The Rise of Ramanujan
2. Homo Siemens
3. Scipstep
4. Fibo
5. Tim Peaks
6. Mentina
7. Essi
8. The Fall of Kasparov

Mentina era già contenuta nel primo EP della band The Post Bong Adventure.